# 1959 w Wojsku Polskim
Kalendarium Wojska Polskiego 1959 – strona przedstawia wydarzenia w Wojsku Polskim w roku 1959.

## 1959
- powołano Główne Kwatermistrzostwo WP w miejsce GZT WP[1]
- opracowano plan rozwoju Wojska Polskiego[1]
- powołano Tymczasową Radę Szkolnictwa Wojskowego[1]
- powołano Dowództwo Obrony Przeciwlotniczej Obszaru Kraju, a na dowódcę powołano gen. bryg. pil. Czesława Mankiewicza[2]

## Styczeń
2 stycznia
- zarządzenie nr 7 ministra obrony narodowej w sprawie oceny kwalifikacyjnej i nadania stopni wojskowych byłym oficerom Urzędu Bezpieczeństwa i Milicji Obywatelskiej[3]

4 stycznia
- pierwsza po wojnie przysięga w Marynarce Wojennej na skwerze im. Tadeusza Kościuszki w Gdyni; przysięgę przyjął dowódca Marynarki Wojennej kadm. Zdzisław Studziński
- Ośrodkowi Szkolenia Specjalistów Marynarki Wojennej w Ustce nadano imię Franciszka Zubrzyckiego

7 stycznia
- minister obrony narodowej zarządzeniem nr 3 powołał Wojskowy Komitet Społecznego Funduszu Budowy Szkół[3]

8 stycznia
- zarządzenie nr 4 MON w sprawie urlopów dla szeregowych i podoficerów zasadniczej służby wojskowej[1]. Szeregowcy: po I roku służby — jednorazowo 7 dni, w II roku służby  - 10 dni, w III roku służby — 14 dni. Podoficerowie:w I roku służby —  9 dni, w II roku służby - 12 dni, w III roku służby — 16 dni. Ponadto szeregowcy i podoficerowie mogli otrzymywać urlopy w drodze wyróżnienia, okolicznościowe i zdrowotne

30 stycznia
- wydano nową ustawę o powszechnym obowiązku wojskowym[1][2]

## Luty
4 lutego
- powołano  Głównego Inspektora Szkolenia i Inspektorat Szkolenia MON[1]

13 lutego
- zarządzeniem nr 19 MON, Biuro Historyczne Wojska Polskiego zmieniło nazwę na Wojskowy Instytut Historyczny[3]

18 lutego
- powstał Komitet Obrony Kraju

## Marzec
10 marca
- kpt. pil. Zdzisław Szwedziuk jako pierwszy skoczek w Polsce wykonał tysięczny skok ze spadochronem ze śmigłowca SM-1, a wykonał go na spadochronie polskiej konstrukcji ST-1[4]

10–19 marca
- obradował III Zjazdu PZPR. Na Zjeździe uchwalono m.in. nowy statut który w pt. 54 stwierdzał: „Strukturę i zadania organizacji partyjnych w wojsku określają uchwały i instrukcje Komitetu Centralnego. Działalnością partyjną w wojsku kieruje Komitet Centralny poprzez Główny Zarząd Polityczny WP”[3]

## Kwiecień
11 kwietnia
- zmarł gen. bryg. Jerzy Kirchmayer[5]

13 kwietnia
- ćwiczenia pokazowe oddziałów powietrznodesantowych[1]

24 kwietnia
- do Polski przebyła delegacja wojskowa Chińskiej Republiki Ludowej, której przewodniczył wicepremier i minister obrony marszałek Peng Teh-huai[3]

26 kwietnia
- podniesiono banderę na trałowcu bazowym[3]

## Maj
21 maja
- do Gdyni przebył zespół duńskich okrętów wojennych w składzie: patrolowce — „Huitfeldt” i „Willemoes” oraz baza okrętów podwodnych — „Aegir”[3]

22 maja
- do Kopenhagi przybyły okręty MW w składzie: niszczyciel „Grom” oraz trałowce bazowe „Łoś” i „Żubr”[3]

## Czerwiec

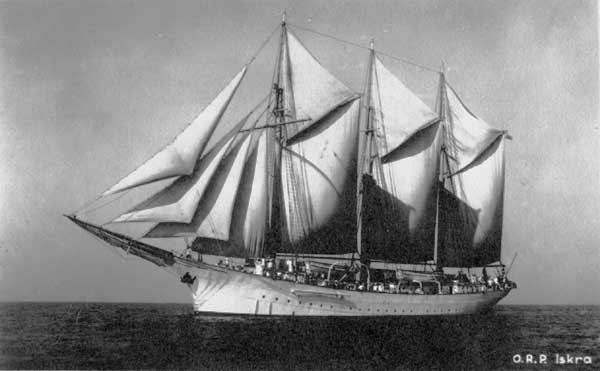
ORP „Iskra”

- Rejs szkoleniowy okrętu szkolnego „Gryf” do Egiptu. Podczas rejsu okręt zawinął do portów w Marsylii i Palermo[3]
- Pierwsze mistrzostwa spadochronowe oddziałów powietrznodesantowych Wojska Polskiego[3]

4 czerwca
- powołano Szefostwo Obrony Przeciwlotniczej Wojsk[1]
- początek siedemnastego rejsu szkolnego ORP „Iskra”

5 czerwca
- wydano pierwszy numer kwartalnika „Wojskowy Przegląd Prawniczy”[3]

9 czerwca
- w OSL w Dęblinie odbyła się pierwsza promocja absolwentów kursu pilotów według 3-letniego programu szkolenia na samolotach odrzutowych[2][4]

## Lipiec
Ukazał się pierwszy numer czasopisma „Przegląd Wojsk Lądowych”; zastąpił on czasopisma: „Przegląd Wojskowy”, „Przegląd Wojsk Pancernych”, „Przegląd Artylerii”,  „Przegląd Inżynieryjny”, „Przegląd Łączności”, „Przegląd Samochodowy” i „Biuletyn Chemiczny”
6–10 lipca
- rewizyta polskich okrętów w składzie niszczycieli „Grom” i „Wicher” w Breście[6]

22 lipca
- z okazji 15 rocznicy powstania Polski Ludowej odbyły się defilady wojskowe w Warszawie i Chełmie Lubelskim. Podczas defilady lotniczej w Warszawie lotnictwo WP zademonstrowało po raz pierwszy nowy szyk - „taflę”[6][2][4]
- koniec siedemnastego rejsu szkolnego ORP „Iskra”; okręt zawinął do portów: Murmańsk

26 lipca
- dla uczczenia Tysiąclecia Państwa Polskiego w Czeladzi-Piaskach otwarto pierwszą w kraju szkołę zbudowaną z funduszów wojska i górników kopalni „Czeladź”[6]

## Sierpień
Wizyta okrętu szkolnego „Gryf” w Leningradzie

## Wrzesień
1 września
- rozpoczął się II Kongres Związku Bojowników o Wolność i Demokrację z udziałem ponad 1000 delegatów oraz 27 delegacji zagranicznych[6], a na prezesa został wybrany gen. dyw. Janusz Zarzycki[7]

15 września
- otwarto centralną wystawę lotniczą we Wrocławiu[6]

28 września
- I Zawody Lotnictwa Myśliwskiego w indywidualnych i zespołowych konkurencjach „O Mistrzostwo Wojsk Lotniczych i OPL OK”; indywidualnie zwyciężył kpt. pil. Franciszek Walentyn[2][4]

## Październik
Trwała ogólnowojskowa wystawa prac wynalazczych i racjonalizatorskich
3–8 października
- I Zawody Lotnictwa Bombowego w indywidualnej i zespołowej konkurencji „O Mistrzostwo Wojsk Lotniczych”; zwyciężyła załoga por. pil. Józef Cholewa, por. nawig. Marian Kozak, strzelec rtg. plut. Zdzisław Niedziela[2][4]

9 października
- do Gdyni przebył z wizytą brytyjski krążownik HMS „Riger”[6]

11 października
- wręczono sztandar 28 Pułkowi Lotnictwa Myśliwskiego nadany przez Radę Państwa[8]

26 października
- wprowadzono „Regulaminu Służby Garnizonowej i Wartowniczej SZ”[1]
- w Klubie Oficerskim w Warszawie odbyło się pierwsze posiedzenie Centralnej Rady Organizacji Rodzin Wojskowych[6]

## Listopad
6 listopada
- na Oksywiu odbyła się uroczystość podniesienia bandery na trałowcu bazowym[6]

14 listopada
- zarządzeniem nr 89 minister obrony narodowej ustalił wymagania do objęcia poszczególnych stanowisk oficerskich w korpusie osobowym oficerów lotnictwa[6]

14–15 listopada
- obradował II Krajowego Zjazdu Związku Inwalidów Wojennych PRL[6]

## Grudzień
10 grudnia
- uchwalono ustawę o zmianie dekretu z 1955 roku o znakach sił zbrojnych. Ustawa ustaliła nowy wzór flagi lotnictwa wojskowego oraz proporce marynarki wojennej nawiązując do wzorów istniejących przed 1955 rokiem[6][2][4]

15 grudnia
- rozporządzenie MON w sprawie wojskowych dokumentów osobistych[1]

19 grudnia
- w Szczecinie przekazano do użytku dwa nowe mosty wybudowane przez wojskowe jednostki drogowe i kolejowe przy współpracy Stoczni Szczecińskiej[6]

22 grudnia
- uchwała nr 492 Rady Ministrów ustanowiła odznakę „Za Zasługi w Dziedzinie Geodezji i Kartografii”[6]